# Amos Tutuola
Amos Tutuola (ur. 20 czerwca 1920 r. w Abeokuta, Nigeria, zm. 8 czerwca 1997 r.) – pierwszy nigeryjski pisarz piszący po angielsku, eseista, znany przede wszystkim jako autor książek opartych na legendach kreowanych przez plemię Jorubów. 

## Życiorys
Pochodził z plemienia Joruba. Urodził się w rodzinie katolickich farmerów. W wieku 12 lat przystąpił do Anglican Central School w Abeokuta. W szkole uczył się w latach 1934–39, następnie wyuczył się kotlarstwa, i w tym zawodzie, w latach 1942–45 pracował dla oddziału Royal Air Force w Nigerii. Trudnił się różnymi zawodami, sprzedawał chleb dla biednych, pracował jako wolontariusz w szpitalach czy jako urzędnik w Departamencie Pracy. W 1946 r. skończył pisać swoją pierwszą książkę pt. "Smakosz wina palmowego". Rok później poślubił Victorię Alake, z którą miał sześcioro dzieci.
W latach 50. XX wieku został współzałożycielem Mbari Clubu, organizacji zrzeszającej pisarzy i publicystów. W 1979 r. przewodniczył wizytacji na uniwersytecie w nigeryjskiej miejscowości Ife. Zmarł w wieku 77 lat na skutek podeszłego wieku, nadciśnienia tętniczego i zaawansowanej cukrzycy. 
Pomimo bardzo skromnego wykształcenia, pisał swoje książki w języku angielskim. Jego powieść "Smakosz wina palmowego" została wydana najpierw w Anglii przez wydawnictwo Faber and Faber i zaskarbiła pisarzowi uznanie w Europie i krytykę w jego ojczystej Nigerii, która dotyczyła przede wszystkim prymitywnego stylu, w jakim książka jest jakoby napisana. Powieść została przetłumaczona na język francuski przez Raymonda Queneau w roku 1953. Następnie Tutuola napisał "Moje życie w Puszczy Upiorów" w 1954 r. i kilkanaście innych, w których przedstawia w plastyczny sposób folklor i kulturę plemienia Joruba.

## Twórczość
- The Palm-Wine Drinkard, pol. Smakosz wina palmowego (1946, opublikowana 1952)
- My Life in the Bush of Ghosts, pol. Moje życie w Puszczy Upiorów (1954)
- Simbi and the Satyr of the Dark Jungle (1955)
- The Brave African Huntress (1958)
- Feather Woman of the Jungle (1962)
- Ajaiyi and his Inherited Poverty (1967)
- The Witch-Herbalist of the Remote Town (1981)
- The Wild Hunter in the Bush of the Ghosts (1982)
- Yoruba Folktales (1986)
- Pauper, Brawler and Slanderer (1987)
- The Village Witch Doctor and Other Stories (1990)